# Hawkman
Pour les articles homonymes, voir Hawk.
Hawkman est le nom de plusieurs personnages de super-héros appartenant à DC Comics. 
Créé par l'écrivain Gardner Fox et le dessinateur Dennis Neville, le personnage original apparaît la première fois dans le premier numéro de Flash Comics, en janvier 1940.

## Le premier Hawkman
Hawkman apparaît pour la première fois en janvier 1940. L'archéologue Carter Hall découvre qu'il est une réincarnation de l'ancien prince égyptien Khufu Kha-Tarr, qu'il existe un mystérieux métal nth pouvant défier les lois de la gravité et lui permettrait de voler. Carter Hall dans un premier temps cherche son amour passé qui s'est aussi réincarnée, il la retrouve sous les traits d'une jeune femme nommée Shiera Sanders qui retrouve aussi ses souvenirs de princesse égyptienne. Hawkman décide de se vêtir d'ailes et d'un masque d'aigle et d'utiliser les armes de son musée pour combattre le crime. Il faut attendre deux ans pour que Shiera se mette à l'accompagner sous le masque d'Hawkgirl. À la fin de l'année 1940, il fait partie de la Société de Justice d'Amérique qui est le premier groupe de super-héros créé dans les pages de All Star Comics no 3.

## Le deuxième Hawkman
Plus tard dans les années 1950, DC Comics décida de faire revivre un certain nombre de héros de son catalogue. Hawkman a été relancé sous une histoire différente, cette fois comme un policier extraterrestre de la planète Thanagar. Créé par Gardner Fox et Joe Kubert, Katar Hol et son épouse Shayera poursuivent un criminel jusque sur la Terre, où ils resteront pour combattre le crime. Ils devinrent conservateurs du musée de Midway City.
Puis DC décida une nouvelle fois dans les années 1980 de redémarrer Hawkman. Intitulé Hawkworld, la série dépeint la planète Thanagar comme une société ayant conquis d'autres mondes pour s'enrichir. Katar Hol, fils d'un haut-placé, se battait contre les gouvernements. Lui et sa partenaire Shayera furent envoyés sur Terre et y restèrent pendant quelques années jusqu'à ce que Hol fut tué.
Puis dans la série Kingdom Come de 1996, Hawkman revient sous la forme d'un Dieu égyptien.

## Apparition dans d'autres médias

### Films
- 2022 : Black Adam de Jaume Collet-Serra, interprété par Aldis Hodge

#### Films d'animations
- La Ligue des justiciers : Nouvelle Frontière (2008)
- Superman/Batman : Ennemis publics (2009)
- La Ligue des justiciers : Conflit sur les deux Terres (2010)
- Lego DC Comics Super Heroes : La Ligue des justiciers contre la Ligue des Bizarro (2015)
- Justice League Dark (2017)
- La Mort de Superman (2018)
- Le Règne des Supermen (2019)
- Justice League Dark: Apokolips War (2020)
- Justice Society: World War II (2021)

### Télévision
- Dans la série Smallville, Hawkman est interprété par Michael Shanks. Khufu était à l'origine un prince, il y a de cela plusieurs milliers d'années auparavant, durant l'Ancienne Égypte. Marié à Shayera, le couple sera assassiné par un homme mauvais qui leur jeta également une malédiction. Depuis, les deux amants ne cessent de renaître pour se retrouver mais également pour assister à la mort de l'autre, et ainsi pour l'éternité.
Renaissant au XXe siècle sous l'identité de Carter Hall, il devient un justicier connu sous le nom d'Hawkman, tandis que Shayera devenait Hawkgirl. Ensemble, ils fondent la Justice Society of America et sont vite rejoints par d'autres super-héros tels que Green Lantern, Wildcat ou Docteur Fate. Au total, l'organisation comptait dans les années 70 près de 13 membres. Formant une famille, ils ont combattu le crime ensemble, dont Icicle, l'un de leurs plus grands ennemis. Néanmoins, le groupe est contraint de se dissoudre après le refus de ses membres de travailler pour le gouvernement des États-Unis. Pourchassés à travers le pays, les super-héros ont été contraints d'abandonner leurs activités et de se cacher. Certains ont même été emprisonnés. Durant cette période, Hawkgirl est tuée par Icicle, ce qui lui attirera la colère d'Hawkman.
À la retraite, Hawkman s'occupe de son ami Docteur Fate pendant plusieurs années. Il ne reprendra du service qu'au début des années 2000, lorsque Clark Kent l'informera de la mort de deux de ses anciens coéquipiers, assassinés par un nouveau Icicle.

- Hawkman apparaît lors du crossover entre la saison 4 d'Arrow et la saison 2 de The Flash. Joué ici par Falk Hentschel, il se rend à Star City afin de sauver la nouvelle réincarnation de Shay-Ara (Kendra Saunders), qui n'a aucun souvenir de ses vies passées, des griffes de Vandal Savage. Il sera aidé dans sa tâche par d'autres super-héros, tels que Green Arrow, Flash et Black Canary (entre autres). Falk Hentschel reprend ensuite son rôle dans le spin-off Legends of Tomorrow. Dans cette série, Hawkman et Hawkgirl sont recrutés par le voyageur temporel Rip Hunter qui forme une équipe pour contrer les agissements de Vandal Savage à travers le temps. Au fil des épisodes, nous pouvons découvrir d'autres incarnations de Hawkman à travers différentes époques.
Dans ces séries, Hawkman est un ancien prince égyptien ayant vécu il y a près de 4000 ans. Amoureux de la prêtresse Shay-Ara, les deux amants seront assassinés par l'immortel Vandal Savage, jaloux de leur amour. Cependant, le royaume d’Égypte ayant été frappé au même instant par des météorites radioactives originaires de la planète Thanagar, les amants décédés sont irradiés et obtiennent de nombreux pouvoirs. Depuis, ils ne cessent de renaître pour se faire assassiner de nouveau par Vandal Savage dont l'immortalité ne lui est accessible que par l'assassinat du couple. Ce processus se serait répété plus de 200 fois.

#### Séries d'animations
- Hawkman apparaît dans la série animée La Ligue des Justiciers. Il s'agit ici d'un archéologue terrestre, originellement appelé Joseph Gardner puis Carter Hall. Alors qu'il explorait une ruine en Égypte, il est tombé sur une relique provenant de la planète Thanagar : un Absorbacron. En le touchant, il a acquis les souvenirs de Katar Hol, un Thanagardien qui s'est écrasé sur Terre avec sa femme il y a de cela près de 8000 ans. Dès lors il est persuadé qu'il en est la réincarnation et que Hawkgirl est la réincarnation de sa femme. En utilisant des ailes artificielles, il se fera surnommer Hawkman.
- Il apparaît dans la série animée Batman en tant que membre fondateur de la Ligue des justiciers. Il s'agit ici de Katar Hol.
- Hawkman apparaît également dans la série animée La Ligue des justiciers : Nouvelle Génération aux côtés de son épouse Hawkwoman en tant que membre de la Ligue des justiciers.
- Il apparaît aussi dans la série animée La Ligue des justiciers : Action comme un membre de la Ligue.